# Шило Петро Іванович
Шило Петро Іванович (Таврін, Політов) — агент німецької розвідки «Цепелін», уродженець села Бобрик Ніжинського району Чернігівської області.
Був обраний виконавцем диверсійних акцій проти вищого радянського керівництва під виглядом генерал-майора Червоної Армії.
У вересні 1944 р. його було переправлено за лінію фронту, на територію Смоленської області. Невдовзі був затриманий групою НКВС. Розстріляний у 1952 р.